# Bundestagswahl 1994
- PDS: 30
- SPD: 252
- Grüne: 49
- Union: 294
- FDP: 47

- Regierung: 341
- Opposition: 331

Die Bundestagswahl 1994 fand am 16. Oktober 1994 statt. Bei der Wahl zum 13. Deutschen Bundestag verloren sowohl CDU/CSU als auch die FDP im Vergleich zur Vorwahl an Stimmen, während SPD, Bündnis 90/Die Grünen und PDS jeweils an Stimmen dazugewannen. Dennoch konnte die schwarz-gelbe Regierungskoalition unter Helmut Kohl ihre Mehrheit im Bundestag knapp verteidigen und setzte ihre Arbeit mit dem Kabinett Kohl V fort.

## Hintergrund
Für die Unionsparteien kandidierte zum fünften Mal Bundeskanzler Helmut Kohl, der zugleich CDU-Vorsitzender war.
Die SPD hatte als Kanzlerkandidaten ihren Parteivorsitzenden, den rheinland-pfälzischen Ministerpräsidenten Rudolf Scharping, ins Rennen geschickt. Er erlangte diesen Status nach harten innerparteilichen Auseinandersetzungen mit Oskar Lafontaine und Gerhard Schröder. Die drei zogen als so bezeichnete Troika in den Wahlkampf; es gelang aber nur mühsam, die internen Spannungen zu überspielen. Ursprünglich war Björn Engholm als Kanzlerkandidat vorgesehen gewesen, der jedoch 1993 von allen Ämtern zurückgetreten war, nachdem eine Falschaussage vor einem Untersuchungsausschuss des Landtags von Schleswig-Holstein zur Barschel-Affäre aufgedeckt worden war.
FDP-Spitzenkandidat war Bundesaußenminister und Parteichef Klaus Kinkel.

## Ergebnis

### Überblick
Nachdem Helmut Kohl noch zu Anfang des Jahres demoskopisch als weit abgeschlagen gegolten hatte, holte die Union im Jahresverlauf immer weiter auf, sodass die Koalition aus CDU/CSU und FDP trotz erheblicher Verluste von zusammen fast 7 Prozentpunkten eine knappe Mehrheit erzielte. Die Aufholjagd von CDU und CSU wurde durch einen kurzfristigen wirtschaftlichen Aufschwung begünstigt. Nach Zweitstimmen lag der schwarz-gelbe Vorsprung gegenüber den Oppositionsparteien SPD, Grüne und PDS nur bei 0,3 Prozentpunkten. Die CDU verlor in allen Bundesländern außer Sachsen-Anhalt; am höchsten fiel der Verlust in Berlin und Brandenburg aus. Die Verluste der CSU in Bayern fielen hingegen moderat aus. Von den Koalitionsparteien hat die FDP die deutlichsten Verluste hinnehmen müssen. Diese konzentrierten sich insbesondere auf den Osten Deutschlands, wo die FDP 1990 noch 12,9 % der Zweitstimmen erhielt, nun aber nur noch von 3,5 % der dortigen Wähler gewählt wurde. In Sachsen-Anhalt, wo sie bei der vorherigen Wahl noch fast 20 % und ein Direktmandat erhielt, schnitt sie nun mit gerade einmal 4,1 % ab. Insgesamt bildete die FDP im 13. Deutschen Bundestag nur noch die viertgrößte Fraktion, nachdem sie hinter die Grünen abrutschte. In der Geschichte der Bundesrepublik verfügte die Fraktion der FDP zuvor stets über die drittmeisten Sitze hinter der CDU/CSU und SPD.
Die SPD konnte abgesehen von Hamburg, Hessen und dem Saarland in allen Bundesländern ihr Zweitstimmenergebnis steigern. In Berlin überholte sie die CDU und in Sachsen-Anhalt steigerte sie sich um fast zehn Prozentpunkte. In Brandenburg konnte die SPD den Rückenwind aus der Landtagswahl, bei der sie fünf Wochen zuvor die absolute Mehrheit errang, nutzen und überflügelte die CDU mit einem Ergebnis von 45,1 %. Vier Jahre zuvor hatte in Brandenburg noch die CDU gewonnen, nun lag die SPD 17 Prozentpunkte in Führung. Allgemein hinkte das Ergebnis der SPD in den Neuen Ländern nur noch rund sechs Prozentpunkte hinter dem der Westdeutschen Länder hinterher.
Nachdem die westdeutschen Grünen und das ostdeutsche Bündnis 90 sich 1993 zu Bündnis 90/Die Grünen vereinigten, schaffte die nun bundesweit antretende Partei auch den Sprung über die Fünf-Prozent-Hürde. Die Grünen waren damit wieder wie schon von 1983 bis 1990 in Fraktionsstärke im Bundestag vertreten, nachdem 1990 nur acht Vertreter des Bündnis 90 den Einzug schafften. Während die Grünen in Westdeutschland Stimmen dazugewannen, fielen ihre Ergebnisse in allen ostdeutschen Bundesländern unter die Fünf-Prozent-Marke. In der Summe bedeutete dies bundesweit dennoch einen Zuwachs um 2,2 Prozentpunkte, wodurch die Grünen zur drittstärksten Kraft anwuchsen.
Die PDS konnte ihr Ergebnis in Ostdeutschland von 11,1 % auf 19,8 % stark steigern, dennoch verfehlte sie bundesweit die wichtige Marke von fünf Prozent der gültigen Zweitstimmen. Im Gegensatz zur Bundestagswahl 1990 gab es nun kein gesondertes ostdeutsches Wahlgebiet mit eigener Fünf-Prozent-Grenze mehr. Dank dem Gewinn von vier Direktmandaten (u. a. durch Stefan Heym und Gregor Gysi) war ihr der Einzug in den Bundestag dank der Grundmandatsklausel aber dennoch gesichert. Sie bildete dort wie schon 1990 eine Gruppe.
Bei der Wahl kam es erstmals zu einer zweistelligen Anzahl an Überhangmandaten.
Die Wahlbeteiligung stieg nach dem historischen Tiefstand 1990 in den alten Bundesländern wieder leicht an, während sie in den neuen Ländern sank. Bundesweit betrug die Wahlbeteiligung 79,0 %. Der Anteil der Briefwähler erreichte mit 13,4 % einen neuen Höhepunkt.

### Gesamtergebnis
| Listen                       | Listen                                                    | Erststimmen | Erststimmen | Erststimmen | Erststimmen | Zweitstimmen | Zweitstimmen | Zweitstimmen | Zweitstimmen | Mandate | Mandate |
| Listen                       | Listen                                                    | Stimmen     | %           | +/-         | Mandate     | Stimmen      | %            | +/-          | Mandate      | Anzahl  | +/-     |
| ---------------------------- | --------------------------------------------------------- | ----------- | ----------- | ----------- | ----------- | ------------ | ------------ | ------------ | ------------ | ------- | ------- |
|                              | Sozialdemokratische Partei Deutschlands (SPD)             | 17.966.813  | 38,3        | +3,1        | 103         | 17.140.354   | 36,4         | +2,9         | 149          | 252     | +13     |
|                              | Christlich Demokratische Union Deutschlands (CDU)         | 17.473.325  | 37,2        | –1,1        | 177         | 16.089.960   | 34,2         | –2,6         | 67           | 244     | –24     |
|                              | Christlich-Soziale Union in Bayern (CSU)                  | 3.657.627   | 7,8         | +0,4        | 44          | 3.427.196    | 7,3          | +0,2         | 6            | 50      | –1      |
|                              | Bündnis 90/Die Grünen (GRÜNE)                             | 3.037.902   | 6,5         | +5,3        | –           | 3.424.315    | 7,3          | +6,1         | 49           | 49      | +41     |
|                              | Freie Demokratische Partei (FDP)                          | 1.558.185   | 3,3         | –4,5        | –           | 3.258.407    | 6,9          | –4,1         | 47           | 47      | –32     |
|                              | Partei des Demokratischen Sozialismus (PDS)               | 1.920.420   | 4,1         | +1,8        | 4           | 2.066.176    | 4,4          | +2,0         | 26           | 30      | +13     |
|                              | Die Republikaner (REP)                                    | 787.757     | 1,7         | ±0,0        | –           | 875.239      | 1,9          | –0,3         | –            | –       | –       |
|                              | Die Grauen – Graue Panther (GRAUE)                        | 178.450     | 0,4         | –0,1        | –           | 238.642      | 0,5          | –0,3         | –            | –       | –       |
|                              | Ökologisch-Demokratische Partei (ÖDP)                     | 200.138     | 0,4         | –0,1        | –           | 183.715      | 0,4          | –0,1         | –            | –       | –       |
|                              | Naturgesetz Partei (NATURGESETZ)                          | 59.087      | 0,1         | N/A         | –           | 73.193       | 0,2          | N/A          | –            | –       | –       |
|                              | Partei Mensch Umwelt Tierschutz (Die Tierschutzpartei)    | –           | –           | N/A         | –           | 71.643       | 0,2          | N/A          | –            | –       | –       |
|                              | Partei Bibeltreuer Christen (PBC)                         | 26.864      | 0,1         | N/A         | –           | 65.651       | 0,1          | N/A          | –            | –       | –       |
|                              | Statt Partei                                              | 7.927       | 0,0         | N/A         | –           | 63.354       | 0,1          | N/A          | –            | –       | –       |
|                              | Bayernpartei (BP)                                         | 3.324       | 0,0         | ±0,0        | –           | 42.491       | 0,1          | ±0,0         | –            | –       | –       |
|                              | Autofahrer- und Bürgerinteressenpartei Deutschlands (APD) | 1.654       | 0,0         | N/A         | –           | 21.533       | 0,0          | N/A          | –            | –       | –       |
|                              | Christliche Mitte (CM)                                    | 3.559       | 0,0         | ±0,0        | –           | 19.887       | 0,0          | ±0,0         | –            | –       | –       |
|                              | Partei der Arbeitswilligen und Sozial Schwachen (PASS)    | 489         | 0,0         | N/A         | –           | 15.040       | 0,0          | N/A          | –            | –       | –       |
|                              | Marxistisch-Leninistische Partei Deutschlands (MLPD)      | 4.932       | 0,0         | N/A         | –           | 10.038       | 0,0          | N/A          | –            | –       | –       |
|                              | Bürgerrechtsbewegung Solidarität (BüSo)                   | 8.032       | 0,0         | N/A         | –           | 8.103        | 0,0          | N/A          | –            | –       | –       |
|                              | Christliche Liga (LIGA)                                   | 3.788       | 0,0         | ±0,0        | –           | 5.195        | 0,0          | –0,1         | –            | –       | –       |
|                              | Deutsche Zentrumspartei (ZENTRUM)                         | 1.489       | 0,0         | N/A         | –           | 3.757        | 0,0          | N/A          | –            | –       | –       |
|                              | Bund Sozialistischer Arbeiter (BSA)                       | –           | –           | N/A         | –           | 1.285        | 0,0          | N/A          | –            | –       | –       |
|                              | Freie Bürger Union (FBU)                                  | 8.193       | 0,0         | N/A         | –           | –            | –            | N/A          | –            | –       | –       |
|                              | Deutsche Soziale Union (DSU)                              | 2.395       | 0,0         | –0,3        | –           | –            | –            | –0,2         | –            | –       | –       |
|                              | Deutsche Kommunistische Partei (DKP)                      | 693         | 0,0         | N/A         | –           | –            | –            | N/A          | –            | –       | –       |
|                              | Deutsche Volkspartei (DVP)                                | 606         | 0,0         | N/A         | –           | –            | –            | N/A          | –            | –       | –       |
|                              | Freisoziale Union – Demokratische Mitte (FSU)             | 467         | 0,0         | N/A         | –           | –            | –            | N/A          | –            | –       | –       |
|                              | Kommunistische Partei Deutschlands (KPD)                  | 426         | 0,0         | 0           | –           | –            | –            | 0            | –            | –       | –       |
|                              | Unabhängige Arbeiter-Partei (UAP)                         | 302         | 0,0         | N/A         | –           | –            | –            | N/A          | –            | –       | –       |
|                              | Liberale Demokraten (LD)                                  | 221         | 0,0         | N/A         | –           | –            | –            | N/A          | –            | –       | –       |
|                              | Bund für Gesamtdeutschland (BGD)                          | 107         | 0,0         | N/A         | –           | –            | –            | N/A          | –            | –       | –       |
|                              | Die Demokraten (DEMOKRATEN)                               | 104         | 0,0         | N/A         | –           | –            | –            | N/A          | –            | –       | –       |
|                              | Wählergruppen/Einzelbewerber                              | 34.080      | 0,1         | ±0,0        | –           | –            | –            | –            | –            | –       | –       |
| Gesamt                       | Gesamt                                                    | 46.949.356  | 100         |             | 328         | 47.105.174   | 100          |              | 344          | 672     | +10     |
|                              |                                                           |             |             |             |             |              |              |              |              |         |         |
| Ungültige Stimmen            | Ungültige Stimmen                                         | 788.643     | 1,7         | +0,1        |             | 632.825      | 1,3          | +0,2         |              |         |         |
| Wähler                       | Wähler                                                    | 47.737.999  | 79,0        | +1,2        |             | 47.737.999   | 79,0         | +1,2         |              |         |         |
| Wahlberechtigte              | Wahlberechtigte                                           | 60.452.009  |             |             |             | 60.452.009   |              |              |              |         |         |
|                              |                                                           |             |             |             |             |              |              |              |              |         |         |
| Quelle: Der Bundeswahlleiter |                                                           |             |             |             |             |              |              |              |              |         |         |

- Überhangmandate: 16, davon 4 SPD und 12 CDU.

### Ergebnisse in den Bundesländern
| Bundesland / Region         | Wahl- berechtigte | Wähler     | Wahl- beteiligung | CDU/CSU | CDU/CSU | SPD  | SPD   | Grüne | Grüne | FDP  | FDP   | PDS  | PDS   | REP  | REP   |
| Bundesland / Region         | Wahl- berechtigte | Wähler     | Wahl- beteiligung | Erst    | Zweit   | Erst | Zweit | Erst  | Zweit | Erst | Zweit | Erst | Zweit | Erst | Zweit |
| --------------------------- | ----------------- | ---------- | ----------------- | ------- | ------- | ---- | ----- | ----- | ----- | ---- | ----- | ---- | ----- | ---- | ----- |
| Baden-Württemberg           | 07.204.997        | 05.742.579 | 79,7              | 48,5    | 43,3    | 33,2 | 30,7  | 08,3  | 09,6  | 4,4  | 9,9   | 00,3 | 00,8  | 3,2  | 3,1   |
| Bayern                      | 08.767.500        | 06.744.161 | 76,9              | 54,8    | 51,2    | 30,7 | 29,6  | 06,0  | 06,3  | 3,1  | 6,4   | 00,2 | 00,5  | 2,9  | 2,8   |
| Berlin                      | 02.505.857        | 01.970.458 | 78,6              | 32,9    | 31,4    | 35,2 | 34,0  | 08,9  | 10,2  | 2,4  | 5,2   | 16,8 | 14,8  | 1,7  | 1,9   |
| Brandenburg                 | 01.934.963        | 01.383.467 | 71,5              | 28,2    | 28,1    | 45,7 | 45,1  | 03,2  | 02,9  | 2,2  | 2,6   | 20,3 | 19,3  | 0,1  | 1,1   |
| Bremen                      | 00.510.027        | 00.400.609 | 78,5              | 32,9    | 30,2    | 47,6 | 45,5  | 10,3  | 11,1  | 3,8  | 7,2   | 02,0 | 02,7  | 1,9  | 1,7   |
| Hamburg                     | 01.241.912        | 00.990.362 | 79,7              | 38,1    | 34,9    | 42,1 | 39,7  | 12,6  | 12,6  | 3,0  | 7,2   | 01,1 | 02,2  | 1,8  | 1,7   |
| Hessen                      | 04.290.259        | 03.532.885 | 82,3              | 45,1    | 40,7    | 39,9 | 37,2  | 07,9  | 09,3  | 3,4  | 8,1   | 00,6 | 01,1  | 2,2  | 2,4   |
| Mecklenburg-Vorpommern      | 01.379.175        | 01.004.208 | 72,8              | 40,3    | 38,5    | 30,0 | 28,8  | 01,3  | 03,6  | 2,6  | 3,4   | 24,4 | 23,6  | 0,9  | 1,2   |
| Niedersachsen               | 05.886.587        | 04.816.698 | 81,8              | 45,2    | 41,3    | 43,6 | 40,6  | 05,8  | 07,1  | 3,2  | 7,7   | 00,4 | 01,0  | 1,0  | 1,2   |
| Nordrhein-Westfalen         | 13.089.684        | 10.716.504 | 81,9              | 42,1    | 38,0    | 45,6 | 43,1  | 06,6  | 07,4  | 3,3  | 7,6   | 00,4 | 01,0  | 1,2  | 1,3   |
| Rheinland-Pfalz             | 02.985.384        | 02.456.152 | 82,3              | 46,9    | 43,8    | 40,4 | 39,4  | 06,3  | 06,2  | 3,7  | 6,9   | 00,0 | 00,6  | 1,6  | 1,9   |
| Saarland                    | 00.838.131        | 00.699.992 | 83,5              | 39,7    | 37,2    | 50,6 | 48,8  | 04,3  | 05,8  | 2,0  | 4,3   | 00,4 | 00,7  | 1,6  | 1,6   |
| Sachsen                     | 03.591.962        | 02.587.963 | 72,0              | 51,2    | 48,0    | 23,5 | 24,3  | 04,2  | 04,8  | 3,4  | 3,8   | 17,2 | 16,7  | 0,1  | 1,4   |
| Sachsen-Anhalt              | 02.156.706        | 01.518.973 | 70,4              | 39,8    | 38,8    | 34,2 | 33,4  | 03,8  | 03,6  | 3,5  | 4,1   | 17,6 | 18,0  | 0,9  | 1,0   |
| Schleswig-Holstein          | 02.113.279        | 01.708.851 | 80,9              | 45,7    | 41,5    | 42,8 | 39,6  | 07,1  | 0 8,3 | 3,0  | 7,4   | —    | 01,1  | 0,9  | 1,0   |
| Thüringen                   | 01.955.586        | 01.464.137 | 74,9              | 42,9    | 41,0    | 31,6 | 30,2  | 04,7  | 04,9  | 3,4  | 4,1   | 16,4 | 17,2  | 0,7  | 1,4   |
|                             |                   |            |                   |         |         |      |       |       |       |      |       |      |       |      |       |
| Alte Länder und West-Berlin | 48.462.804        | 39.029.503 | 80,5              | 46,1    | 42,1    | 39,7 | 37,5  | 07,1  | 07,9  | 3,4  | 7,7   | 00,4 | 01,0  | 1,9  | 2,0   |
| Neue Länder und Ost-Berlin  | 11.989.205        | 08.708.496 | 72,6              | 40,0    | 38,5    | 31,8 | 31,5  | 03,8  | 04,3  | 2,9  | 3,5   | 20,5 | 19,8  | 0,5  | 1,3   |

## Regierungsbildung
| Koalitionsoption              | Sitze |
| ----------------------------- | ----- |
| Sitze gesamt                  | 672   |
| Zweidrittel-Mehrheit (ab 448) |       |
| CDU/CSU, SPD                  | 558   |
| Absolute Mehrheit (ab 337)    |       |
| CDU/CSU, FDP                  | 341   |

Die Hoffnung der SPD, mit den Grünen eine Koalition zu bilden, zerschlug sich und die schwarz-gelbe Koalition unter Bundeskanzler Helmut Kohl konnte ihre Mehrheit behaupten. In der Summe der Zweitstimmen betrug der Vorsprung der schwarz-gelben Koalition vor den Oppositionsparteien zwar nur 0,3 %, was nur einen Vorsprung von 2 Sitzen bedeutet hätte. Durch die hohe Zahl der Überhangmandate, die vor allem an die CDU fielen, betrug der Vorsprung im Parlament aber schließlich 10 Sitze.
Nach der Wahl sprachen CDU und FDP über eine Fortführung ihrer Koalition. Der Koalitionsvertrag wurde am 11. November in Bonn vorgestellt. Bei der parlamentarischen Abstimmung über die Wiederwahl Helmut Kohls zum Bundeskanzler am 16. November gewann dieser mit nur einer Stimme über der Kanzlermehrheit.
Kohl wurde somit zum fünften Mal zum Bundeskanzler gewählt und bildete das Kabinett Kohl V. Rudolf Scharping ging als Vorsitzender der SPD-Bundestagsfraktion und Oppositionsführer nach Bonn.